# Sporthalle Weissenstein
Die Sporthalle Weissenstein ist einer der grösseren Sporthallenkomplexe in der Agglomeration Bern.

## Geschichte
Die Sporthalle Weissenstein wurde erstellt, um den Sporthallenmangel in und um Bern zu reduzieren. Das Projekt wurde von der Stadt Bern und der Gemeinde Köniz ins Leben gerufen. Die Halle wurde 2014 nach Plänen von Penzel Valier errichtet. Die Kosten für den Bau sollten rund 27 Mio. CHF betragen. Der Kostenvoranschlag wurde jedoch um drei Prozent überschritten. Geplant wurde der Komplex mit zwei Dreifachsporthallen vom Zürcher Architekturbüro Penzel.
Der Betrieb wird durch die SpoHaWe AG sichergestellt. Die Aktiengesellschaft ist zu je 50 % im Besitz der Stadt Bern und der Gemeinde Köniz.

## Konstruktion
Im Untergeschoss des Komplexes befindet sich die Wettkampfhalle mit einer Kapazität von 2000 Personen. Im Obergeschoss befindet sich die zweite Dreifachsporthalle, welche leicht versetzt zur Wettkampfhalle ist.

## Nutzung
Grundsätzlich benutzen verschiedene Schulen aus der Stadt Bern und der Gemeinde Köniz die zwei Dreifachsporthallen. Zudem wird sie vom Unihockeyclub Floorball Köniz, Volley Köniz und Futsal Minerva zu Trainings- und Meisterschaftszwecken verwendet.

## Erreichbarkeit
Die Sporthalle ist mit dem Bus der Linie 17, Haltestelle Hardegg Vidmar, vom Hauptbahnhof Bern erreichbar. Mit dem Tram ist die Halle mit der Linie 6, Haltestelle Fischermätteli, erreichbar.
Das Parkplatzangebot ist beschränkt und gebührenpflichtig.